# مسجد مالك بن دينار
مسجد مالك بن دينار هو مسجد تاريخي في منطقة كسارقد من ولاية كيرلا إلى  الجنوب من الهند , وعلى مر السنين اكتسب المسجد أهمية كبيرة في كنطقة كسارقد كمركز للإسلام على الساحل الغربي , وفي هذا الموقع يوجد واحد من المساجد التي يعتقد أن من أسسها هو مالك بن دينار .
المسجد وصلاة الجمعة فيه تعد واحدة من الأماكن والمناسبات الأكثر جاذبية في المنطقة , ويقع المسجد في ثالتغارا التي يعتقد أنها تحتوي على قبر مالك بن دينار أحد أشهر وأكبر التابعين.

## معرض صور

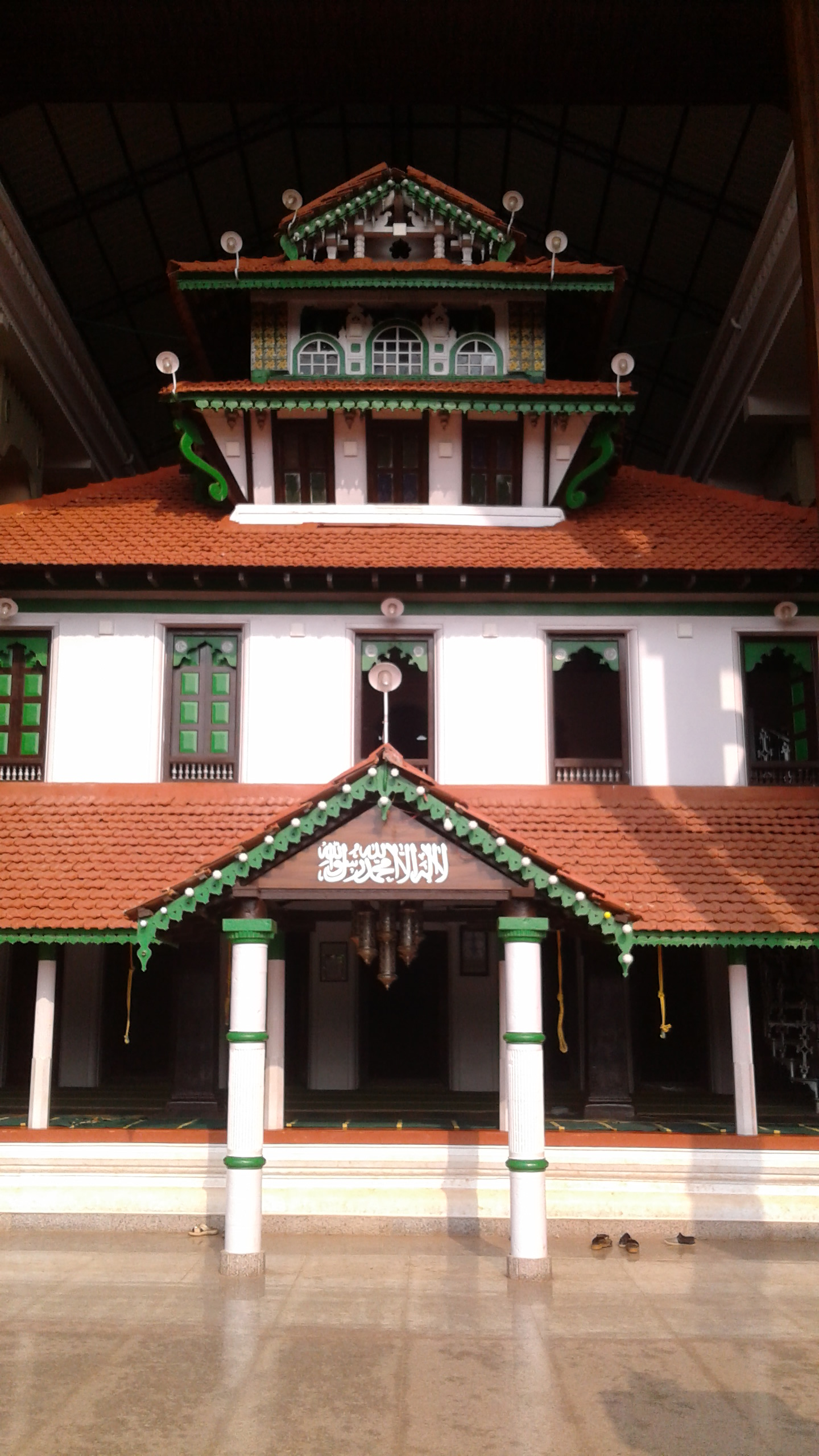
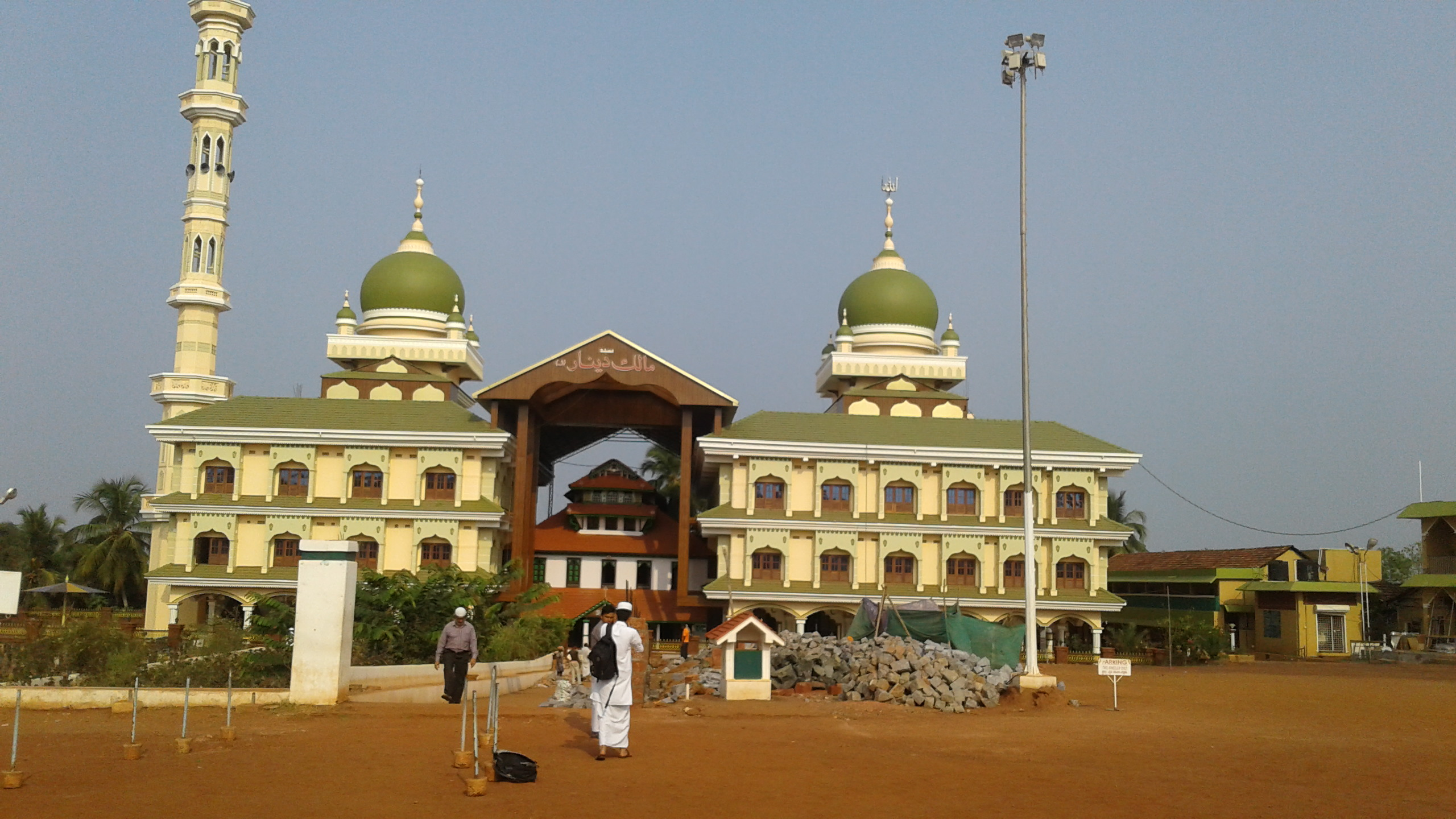
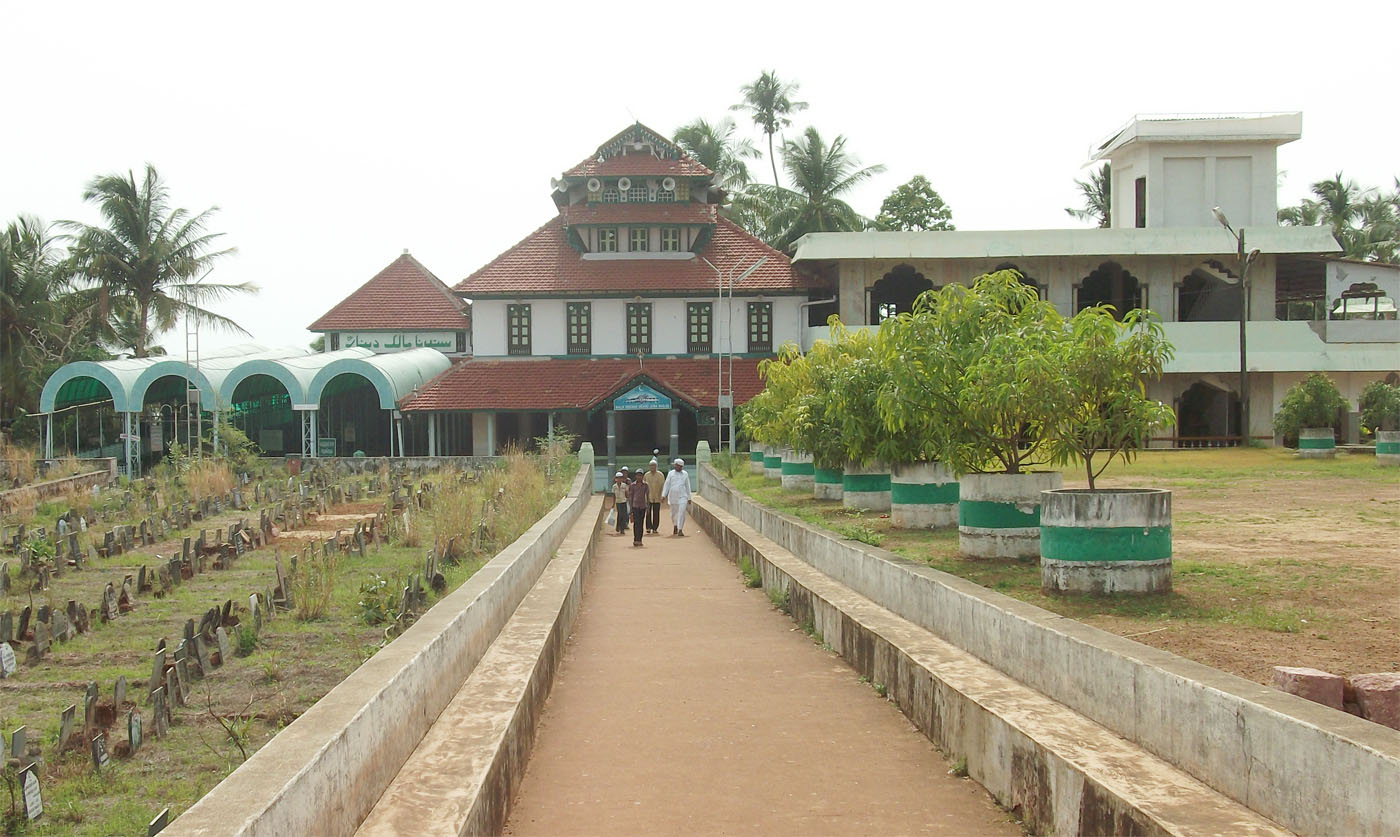
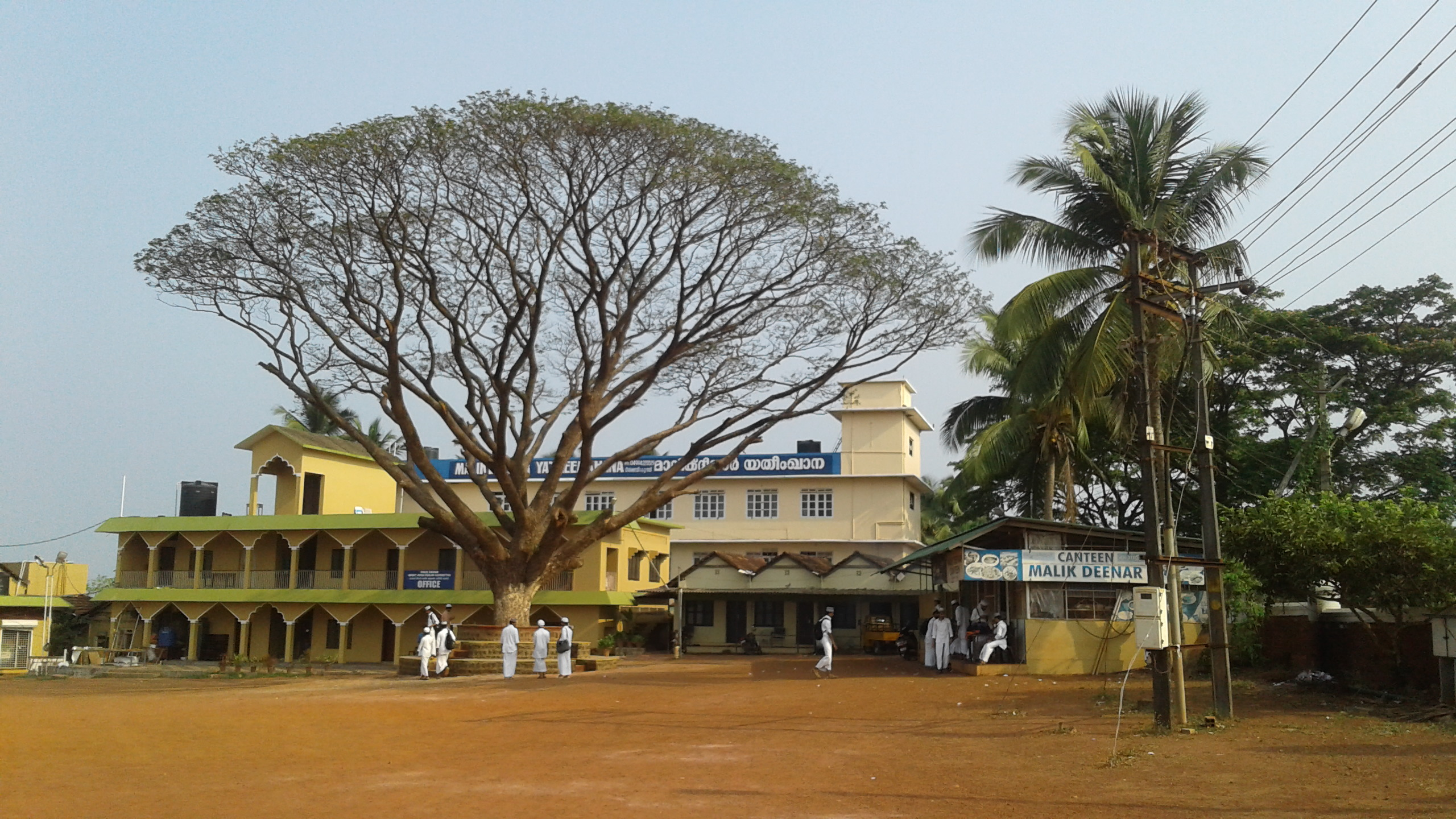
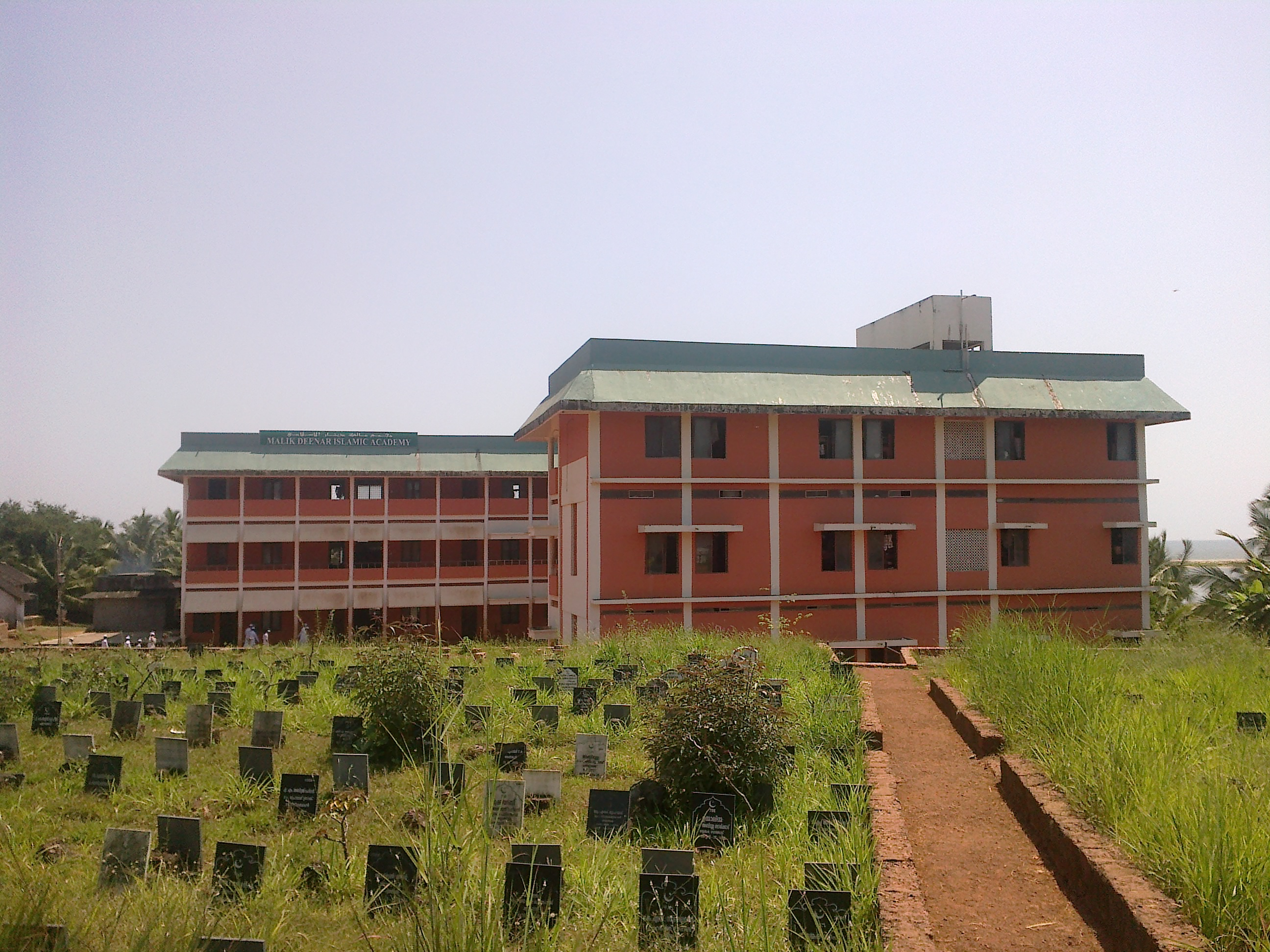